# Haya de Herguijuela
Die Haya de Herguijuela ist eines der südlichsten Exemplare der europäischen Buche. Weiter südlich befindet sich lediglich noch ein anderer ähnlicher Baum in der Provinz Cáceres und ein Hain am Fuße des Ätna in Sizilien.
Die Buche ist 33 m hoch und misst 6 m Umfang.
Der kolossale Baum auf den Berghängen der Sierra de Gata im Südosten der Provinz Salamanca steht ungefähr 1 km nordwestlich der Stadt Herguijuela de la Sierra in Spanien. Die Buche wird als Relikte des früheren stärker ozeanisch (atlantisch) geprägten Klimas in der westlichen Sistema Central betrachtet.
Die europäischen Buche soll einmal in der Provinz Salamanca allgemein verbreitet gewesen sein. Dies wird anhand die Kräutervegetation in dem Gebiet angenommen, die für Buchenwälder charakteristisch ist. Infolge der Tatsache, dass Buchen eine ausgezeichnete Holzkohle ergeben, wurde die Gesamtheit der Wälder in dem Gebiet seit dem Beginn des 20. Jahrhunderts und des Industriezeitalters zerstört, mit Ausnahme von lediglich zwei Exemplaren. Die starke Entwaldung dieser und auch anderer Arten im westlichen Mittelspanien, hat negative Folgen für das lokale Klima. Steigende Temperaturen und geringere Niederschläge in der Region werden auch auf diese Ursache zurückgeführt.

## Referenz
- Juan Andrés Oria de Rueda Salgueiro, Justino Díez: Guía de Árboles y Arbustos de Castilla y León. Cálamo, 2008. ISBN 8496932141